# Ian Reier Michaels
Ian Reier Michaels ist ein US-amerikanischer Schauspieler.

## Leben
Michaels spielte 2017 in einer Episode der Miniserie Spent Saints: The Micro Shorts die Rolle des Julian. 2019 verkörperte er dieselbe Rolle in zehn Episoden der Fernsehserie Spent Saints & Other Stories. Dazwischen wirkte er in mehreren Kurzfilmproduktionen mit. 2020 gab er im Episodenfilm Love: Augmented im Kapitel Innocent Bo sein Spielfilmdebüt. 2021 erschienen mehrere Filmproduktionen mit seiner Mitwirkung, darunter der Fernsehfilm Honig & Liebe. 2022 erhielt er eine Episodenrolle in der Fernsehserie The Offer. 2024 spielte er die männliche Hauptrolle des David Bryant im Fernsehfilm Lonely Crime Fanatic. Der Film wurde am 29. Februar 2024 auf dem Fernsehsender Lifetime gezeigt. Im selben Jahr war er unter anderen im Kriegsfilm 24 Hours to D-Day – Schlacht der Entscheidung in der Rolle des Captain Bill Ryken zu sehen.
Michaels ist auch als Theaterschauspieler tätig. So war er unter anderen 2022 im Stück Cost of Living des Manhattan Theatre Clubs am Samuel J. Friedman Theatre zu sehen.

## Filmografie (Auswahl)
- 2017: Spent Saints: The Micro Shorts (Miniserie, Episode 1x07)
- 2018: Summon a Fiend (Kurzfilm)
- 2018: Divided (Kurzfilm)
- 2018: Sidelined (Kurzfilm)
- 2019: Courage (Kurzfilm)
- 2019: Spent Saints & Other Stories (Fernsehserie, 10 Episoden)
- 2019: I Who Have No One (Kurzfilm)
- 2020: Innocent Boy (Kurzfilm)
- 2020: Jazzberry (Kurzfilm)
- 2020: Love: Augmented
- 2020: Lifeless (Kurzfilm)
- 2021: Love Is on the Air
- 2021: Easy Targets
- 2021: Boys Night
- 2021: Honig & Liebe (Flowers and Honey, Fernsehfilm)
- 2021: Two Witches
- 2021: Choice (Kurzfilm)
- 2021: True North (Kurzfilm)
- 2022: The Offer (Fernsehserie, Episode 1x08)
- 2022: The Current (Kurzfilm)
- 2023: Secret Diary of A Cheerleader (Fernsehfilm)
- 2023: Rear View Mirror
- 2023: Family Ornaments
- 2024: Lonely Crime Fanatic (Fernsehfilm)
- 2024: Insta Empire (Hostage) (Miniserie)
- 2024: Here She Comes
- 2024: Love Ages Like Fine Wine (Miniserie)
- 2024: 24 Hours to D-Day – Schlacht der Entscheidung (24 Hours to D-Day)

## Theater (Auswahl)
- 2022: Cost of Living, Samuel J. Friedman Theatre